# Вардзанк
Вардзанк (арм. Վարձանք) — плата за невесту, которую вносил жених согласно армянскому праву и традициям. Вардзанк был распространён в основном в языческий период истории Армении. Трудно установить время отмирания данного института, однако в связи с тем, что с давних времен существовал институт «приданого» можно полагать, что ещё в далеком прошлом вместо «платы» или «выкупа» за жену применялся обычай дарения. Когда женщина выходила замуж, она приносила с собой в дом мужа своё имущество в виде приданого. Институт приданого дает жене самостоятельное имущественное положение в браке: если она вступает в дом мужа со своим имуществом, она не является объектом купли и не включается в famulus мужа. Её положение ещё более укрепляется, когда она получает брачный дар от мужа, также являющийся её собственностью. С возникновением института приданого «выкуп» жены заменился приношением — donatio propter nuptias.